# Белощёкий хохлатый гиббон
Белощёкий хохлатый гиббон (лат. Nomascus leucogenys) — вид приматов из семейства гиббоновых. Родственен виду Nomascus siki, с которым ранее включался в один вид. Самки этих двух видов практически неотличимы внешне.
В 2011 году был секвенирован и опубликован геном белощёкого хохлатого гиббона.
Стабильная популяция из 455 животных была обнаружена в Национальном парке Пумат в провинции Нгеан, в северном Вьетнаме возле границы с Лаосом. Эта популяция живёт на больших высотах вдали от человеческих поселений и составляет две трети общей популяции белощёких хохлатых гиббонов Вьетнама. Специалисты считают, что это единственная жизнеспособная популяция этих приматов в мире.

## Описание
Во внешности выражен половой диморфизм, окрас шерсти различен у самцов и самок, кроме того, самцы несколько больше в размерах. Самцы полностью покрыты чёрной шерстью, кроме белых щёк, шерсть на макушке образует хохол. Самки серо-жёлтые, без хохолка, имеют пятно чёрной шерсти на голове. Средний вес в природе составляет 7,5 кг, в неволе несколько больше.
Как и другие номаскусы, эти приматы имеют очень длинные руки, на 20—40 % превосходящие по длине ноги. Телосложение достаточно плотное, плечи широкие, что предполагает большую физическую силу. Среди взрослых животных встречаются ярко выраженные «правши» и «левши», что проявляется при передвижении по кронам деревьев.
От Nomaskus siki отличается более длинной шерстью и немного изменённой системой звуков. Самцы также отличаются по форме белых пятен на щеках: у Nomaskus leucogenys пятна достигают верхушек ушей и не доходят до уголков рта, тогда как у Nomaskus siki пятна доходят лишь до середины ушей и полностью окружают губы.
Как самцы, так и самки выделяют красновато-коричневый секрет из желез, расположенных на груди, бёдрах и лодыжках. Однако в этом секрете меньше уровень стероидов, чем в секрете других обезьян, это говорит о том, что обонятельные сигналы менее важны для этого вида, чем для других гиббоновых.

## Поведение
Белощёкий хохлатый гиббон проводит всё время на деревьях, питаясь в основном фруктами, листьями и цветами. Однако до 10 % рациона составляют насекомые и другие мелкие животные. Образуют небольшие группы до шести животных. Каждая группа защищает свою территорию. Активны днём, ночью спят на верхних ярусах леса, часто обняв друг друга. Специальные исследования поведения подтвердили, что эти животные могут узнавать себя в зеркале.
Система звуков этого вида является одной из самых сложных среди всех гиббонов, причём отличается у самцов и самок. Самые характерные звуки — это те, которые производят пары, состоящие из самца и самки: общение начинает самка, производя серию из 15—30 криков со всё возрастающей высотой, после чего самец выводит сложную звуковую трель с быстро меняющейся частотой. Этот цикл, длящийся менее, чем 20 секунд, повторяется с нарастающей интенсивностью в течение 5—17 минут. Согласно исследованиям, проведённым среди этих приматов в неволе, самцы и самки, чаще других образующие эти дуэты, с наиболее высокой вероятностью составят пару в будущем, что говорит о том, что звуковые коммуникации являются важной частью полового поведения Похожие звуки иногда повторяются соло обоими полами, иногда к ним присоединяется и молодняк.
Моногамные животные, образуют пару на всю жизнь. Менструальный цикл в среднем длится 22 дня, беременность длится от 200 до 212 дней.
При рождении оба пола покрыты желтоватой шерстью и весят в среднем 480 грамм. В возрасте одного года цвет шерсти меняется на чёрный, на щеках проступают светлые пятна, окончательный цвет шерсти животные приобретают лишь к пятому году жизни.
Половая зрелость наступает в 7—8 лет, в дикой природе живут по меньшей мере до 28 лет.

## Статус популяции и ареал
В начале XXI века белощёкие хохлатые гиббоны обитают на севере Вьетнама и севере Лаоса. Ранее они также водились в южном Китае, в провинции Юньнань, где, возможно, исчезли к 2008 году. Населяет вечнозелёные субтропические леса на высоте от 200 до 650 м над уровнем моря. Подвидов не образует, хотя Nomaskus siki иногда рассматривается в качестве подвида белощёкого хохлатого гиббона.